# Det Liberale Folkeparti

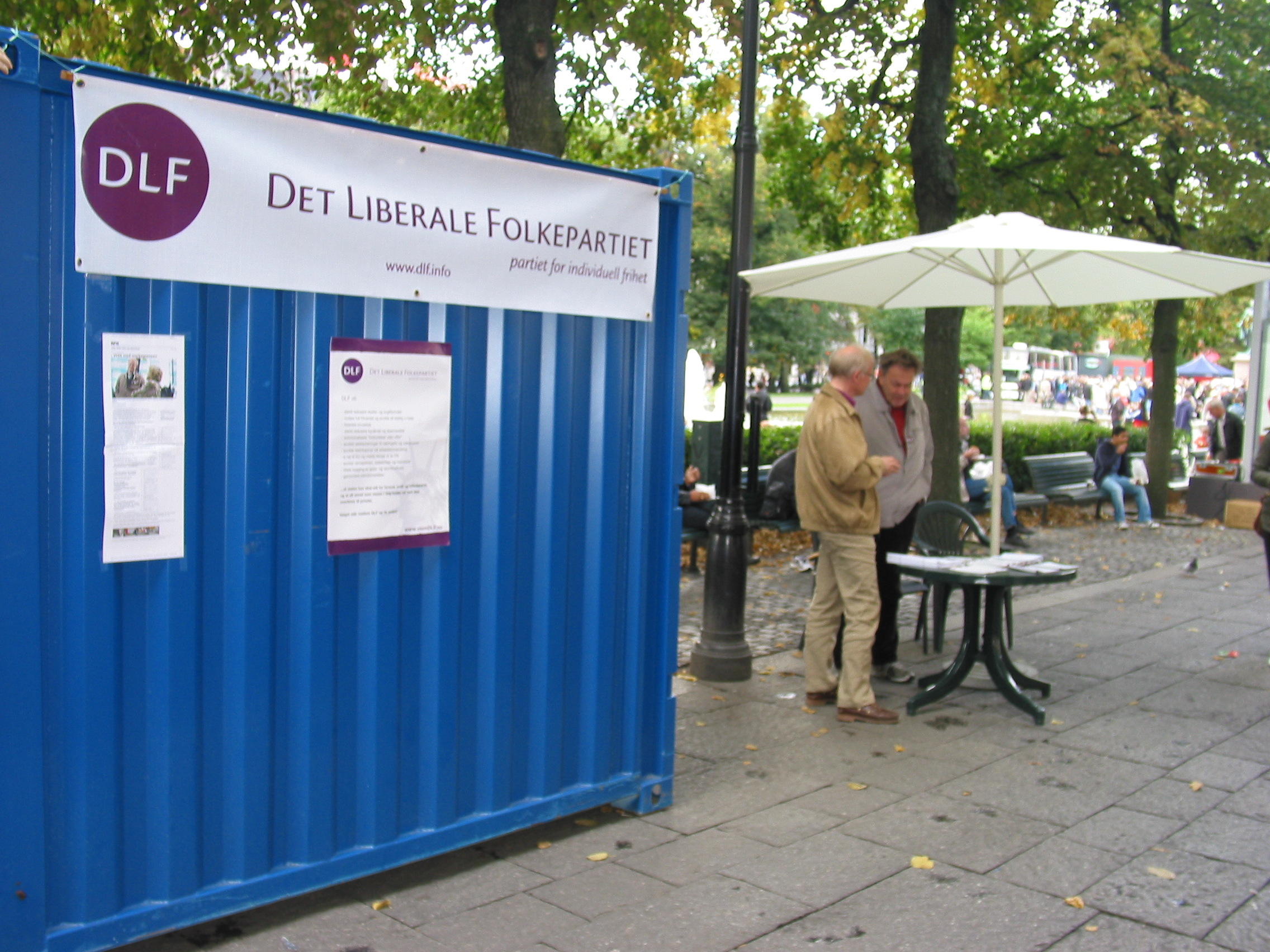
Det Liberale Folkeparti op campagne in 2009

Det Liberale Folkeparti (DLF) (Nederlands:De Liberale Volkspartij) was een liberale partij in Noorwegen. Het was een voortzetting uit 1992 van de in 1980 opgerichte partij onder dezelfde naam. Het doek viel uiteindelijk eind 2017.

## Geschiedenis
Het liberalisme in Noorwegen werd tot 1972 voornamelijk vormgegeven door de sociaalliberale partij Venstre. In dat jaar ontstond er binnen die partij grote onenigheid over de toetreding van Noorwegen tot de Europese Economische Gemeenschap, waar slechts een minderheid binnen Venstre voorstander van was. Dit veroorzaakte een splitsing  binnen de partij, waarbij de pro-Europese leden zich afsplitsten en een nieuwe partij oprichtten, de Folkepartiet Nye Venstre (Nederlands: Volkspartij Nieuw Links). In 1980 ging deze afsplitsing verder onder de naam Det Liberale Folkeparti (DLF). Maar de jaren 80 brachten geen electoraal gewin voor DLF, zodat in 1988 besloten werd om de partij op te heffen en zich weer aan te sluiten bij Venstre. 
In 1992 werd desondanks opnieuw besloten om de naam van Liberale Volkspartij  te gebruiken voor een politieke partij. Met onder meer mensen uit de Fremskrittspartiet  en laissez-faire adepten, werd het de partij voor aanhangers van het kapitalisme en individuele vrijheid. 
De parlementsverkiezingen van 2009 zijn de beste in de partijgeschiedenis. Men neemt deel in 3 provincies en haalt daar telkens ongeveer 0,1% van de stemmen.
Eind 2017, drie jaar na de oprichting van nieuwe partij Liberalistene (die ongeveer hetzelfde gedachtegoed behartigt), wordt de partij ontbonden. De jongerenorganisatie van DLF maakte in 2014 reeds de overstap naar de nieuwe partij en vele andere leden zouden volgen.

## Ideologie
De partij had de volgende standpunten:
- Verlagen van de belastingen.
- Volledige vrijhandel.
- Rechtspraak toepast op individuen, versimpeling.
- Afschaffing van de staatssteun aan bedrijven.
- Geen voorkeursbehandeling van bepaalde bevolkingsgroepen.
- Afschaffing van de dienstplicht.
- Afschaffing van restricties op immigratie.
- Afschaffing van de monarchie en staatskerk.
- Legalisering van drugs.

## Partijleiders
- Tor Ingar Østerud (1992-1995)
- Runar Henriksen (1995-1997)
- Trond Johansen (1997-2001)
- Arne Lidwin (2001-2003)
- Vegard Martinsen (2003-2017)